# Гумеровский горизонт

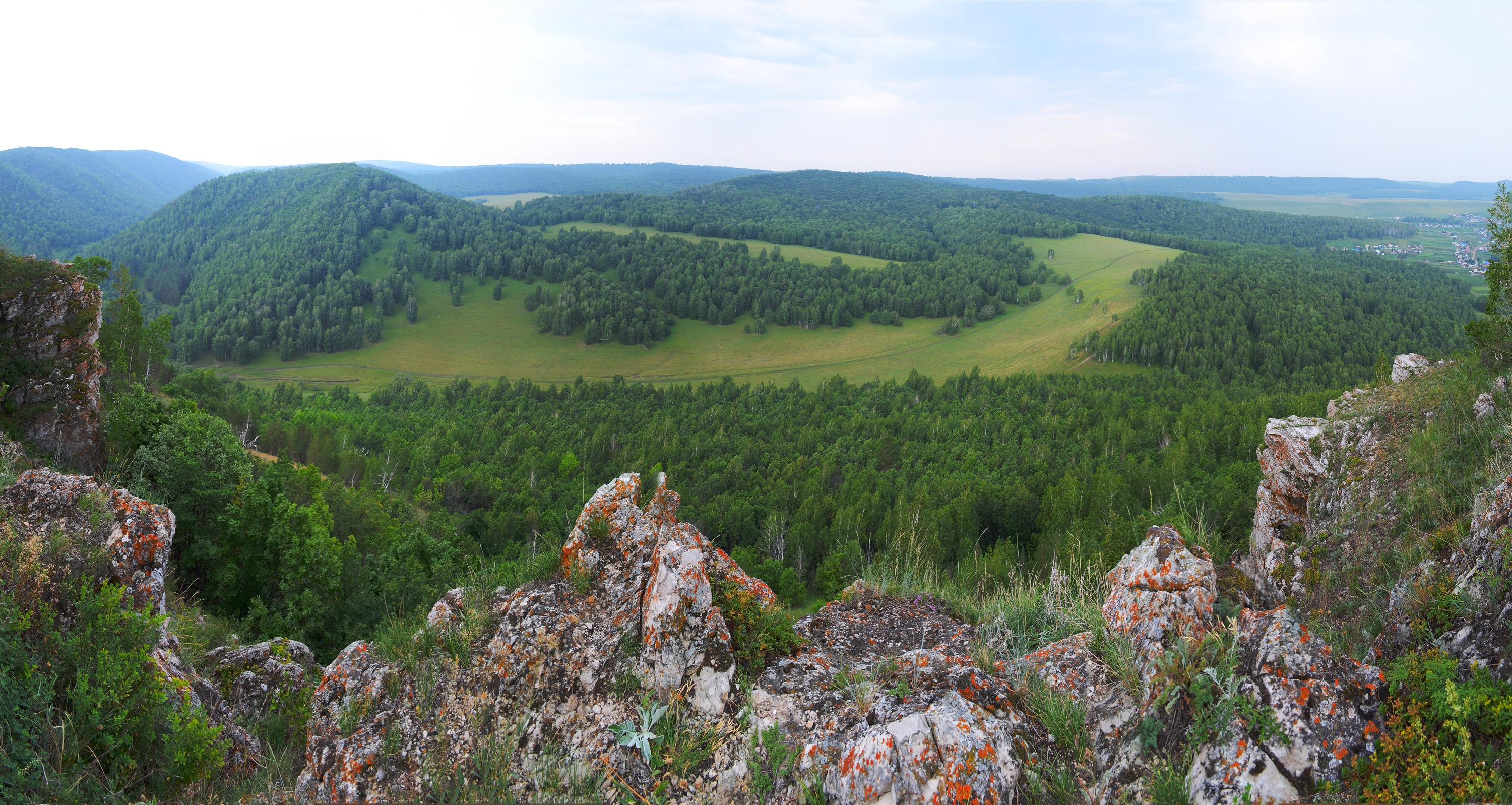
290.994x290.994пкс

Гумеровский горизонт (по деревне Гумерово Ишимбайского района) — региональное стратиграфическое подразделение карбона Урала. Включён в стратиграфические схемы Русской платформы и Урала.
Коррелируется с калиновским горизонтом Припятской впадины, аналогами его нижней части являются сотчемшорские, удмуртские, рубчанские слои, а верхней — слои с акутимитоцерасами Мугоджар; в Рейнских Сланцевых горах ему соответствует большая часть хангенбергских сланцев со спорами LE и LN.
Выделен в 1988 году как нижний горизонт турнейского яруса Урала .
Местонахождение стратотипа — верховье правого склона оврага Абиюскан, впадающего справа в реку Зиган в 5 км восточнее деревни Гумерово Ишимбайского района. В стратотипе горизонт сложен известняками микритовыми, глинистыми, органогенными (брахиоподовыми, водорослевыми), с мощностью 2 метра. Охарактеризован миоспорами зон LE2, PLE и PM; остракодами зоны Pseudoleperditia tuberculifera — Cribroconcha primaris — Coryellina alba; конодонтами нижней подзоны зоны Siphonodella sulcata, а также комплексом брахиопод.